# 涙の種、幸せの花
「涙の種、幸せの花」（なみだのたね しあわせのはな）は、日本のヒップホップユニット・Hilcrhymeの通算22枚目のシングル。2017年11月22日にユニバーサルJから発売。

## 概要
表題曲は、東海テレビ・フジテレビ系 オトナの土ドラ『さくらの親子丼 第1シリーズ』の主題歌である。

## 収録曲

### CD

#### 初回限定盤・通常盤
1. 涙の種、幸せの花
作詞:TOC、作曲:Hilcrhyme
  - 東海テレビ・フジテレビ系 オトナの土ドラ『さくらの親子丼 第1シリーズ』主題歌
2. 涙の種、幸せの花 ［Violin&Piano Ver.］
3. 恋の炎［TeddyLoid Remix］
  - 21stシングルのリミックスバージョン
4. 涙の種、幸せの花 -Original Instrumental-
5. 涙の種、幸せの花 ［Violin&Piano Ver.］-Original Instrumental-
6. 恋の炎 ［TeddyLoid Remix］ -Original Instrumental-

### DVD

#### 初回限定盤
1. 「涙の種、幸せの花」 -Video Clip-